# Bradley Wright-Phillips
Bradley Edward Wright-Phillips (Londra, 12 marzo 1985) è un dirigente sportivo ed ex calciatore inglese, di ruolo attaccante, direttore sportivo del N.Y. Red Bulls.

## Biografia
È figlio di Ian Wright e fratello di Shaun Wright-Phillips, anch'essi ex calciatori.

## Carriera

### Club

#### Manchester City e Southampton
È stato il goleador del Manchester City riserve nella stagione 2003-2004. Il 6 dicembre 2004 debutta e realizza il suo primo gol nella Premiership contro il Middlesbrough. In seguito fu ceduto al Southampton. Segna al debutto nella nuova squadra, in Football League Championship, contro il Derby County.

#### Plymouth e Charlton
Nell'estate 2009 passa al Plymouth. Dopo due stagioni, il 24 gennaio 2011 firma un contratto che lo lega al Charlton fino al giugno 2013.

#### New York Red Bulls
Il 24 luglio 2013 si trasferisce a parametro zero al New York Red Bulls. Contribuisce, seppur solo nell'ultima parte della stagione, alla conquista del MLS Supporters' Shield. Inizia la stagione seguente segnando una tripletta nella vittoria per 4-0 contro il Houston Dynamo. Il 10 maggio 2014 segna la sua seconda tripletta contro il Chicago Fire. Il 20 settembre segna la sua terza tripletta stagionale contro il Seattle Sounders FC. Il 1 agosto 2016, nella partita contro il Chicago Fire, mette a segno il suo 63º gol con la maglia dei Red Bulls, scavalcando il record di maggior numero di reti segnate di Juan Pablo Ángel (62 gol) e diventando, di conseguenza, il miglior marcatore della storia del club newyorkese.

## Statistiche

### Presenze e reti nei club
| Stagione                  | Squadra                   | Campionato                | Campionato | Campionato | Coppe nazionali | Coppe nazionali | Coppe nazionali | Coppe continentali | Coppe continentali | Coppe continentali | Altre coppe | Altre coppe | Altre coppe | Totale | Totale |
| Stagione                  | Squadra                   | Comp                      | Pres       | Reti       | Comp            | Pres            | Reti            | Comp               | Pres               | Reti               | Comp        | Pres        | Reti        | Pres   | Reti   |
| ------------------------- | ------------------------- | ------------------------- | ---------- | ---------- | --------------- | --------------- | --------------- | ------------------ | ------------------ | ------------------ | ----------- | ----------- | ----------- | ------ | ------ |
| 2004-2005                 | Manchester City           | PL                        | 14         | 1          | FACup+CdL       | 1+2             | 0               | -                  | -                  | -                  | -           | -           | -           | 17     | 1      |
| 2005-2006                 | Manchester City           | PL                        | 18         | 1          | FACup+CdL       | 5+0             | 0               | -                  | -                  | -                  | -           | -           | -           | 23     | 1      |
| Totale Manchester City    | Totale Manchester City    | Totale Manchester City    | 32         | 2          |                 | 8               | 0               |                    | -                  | -                  | -           | -           | -           | 40     | 2      |
| 2006-2007                 | Southampton               | FLC                       | 39         | 8          | FACup+CdL       | 2+3             | 0+3             | -                  | -                  | -                  | -           | -           | -           | 44     | 11     |
| 2007-2008                 | Southampton               | FLC                       | 39         | 8          | FACup+CdL       | 3+1             | 0               | -                  | -                  | -                  | -           | -           | -           | 43     | 8      |
| 2008-2009                 | Southampton               | FLC                       | 33         | 6          | FACup+CdL       | 0+1             | 0               | -                  | -                  | -                  | -           | -           | -           | 34     | 6      |
| Totale Southampton        | Totale Southampton        | Totale Southampton        | 111        | 22         |                 | 10              | 3               |                    | -                  | -                  |             | -           | -           | 121    | 25     |
| 2009-2010                 | Plymouth Argyle           | FLC                       | 15         | 4          | FACup+CdL       | 1+0             | 0               | -                  | -                  | -                  | -           | -           | -           | 16     | 5      |
| 2010-gen. 2011            | Plymouth Argyle           | FLC                       | 17         | 13         | FACup+CdL       | 2+2             | 0               | -                  | -                  | -                  | -           | -           | -           | 21     | 13     |
| Totale Plymouth Argyle    | Totale Plymouth Argyle    | Totale Plymouth Argyle    | 32         | 17         |                 | 5               | 0               |                    | -                  | -                  |             | -           | -           | 37     | 17     |
| gen.-giu. 2011            | Charlton Athletic         | FLC                       | 21         | 8          | FACup+CdL       | 0               | 0               | -                  | -                  | -                  | -           | -           | -           | 21     | 8      |
| 2011-2012                 | Charlton Athletic         | FLC                       | 42         | 22         | FACup+CdL       | 3+0             | 0               | -                  | -                  | -                  | -           | -           | -           | 45     | 22     |
| 2012-gen. 2013            | Charlton Athletic         | FLC                       | 35         | 5          | FACup+CdL       | 1+1             | 0               | -                  | -                  | -                  | -           | -           | -           | 36     | 6      |
| Totale Charlton Athletic  | Totale Charlton Athletic  | Totale Charlton Athletic  | 98         | 35         |                 | 5               | 0               |                    | -                  | -                  |             | -           | -           | 102    | 36     |
| feb.-giu. 2013            | Brentford                 | FL1                       | 15         | 5          | FACup+CdL       | 2+0             | 0               | -                  | -                  | -                  | -           | -           | -           | 15     | 5      |
| 2013                      | New York Red Bulls        | MLS                       | 9          | 2          | USOC            | 2               | 1               | -                  | -                  | -                  | -           | -           | -           | 11     | 3      |
| 2014                      | New York Red Bulls        | MLS                       | 32         | 27         | USOC            | 3               | 3               | -                  | -                  | -                  | -           | -           | -           | 35     | 30     |
| 2015                      | New York Red Bulls        | MLS                       | 38         | 21         | USOC            | 4               | 4               | -                  | -                  | -                  | -           | -           | -           | 42     | 25     |
| 2016                      | New York Red Bulls        | MLS                       | 34         | 24         | USOC            | 2               | 0               |                    | -                  | -                  |             | -           | -           | 36     | 24     |
| 2017                      | New York Red Bulls        | MLS                       | 35         | 19         | USOC            | 7               | 5               | CCL                | 4                  | 1                  |             | -           | -           | 46     | 25     |
| 2018                      | New York Red Bulls        | MLS                       | 36         | 17         | USOC            | 1               | 1               | CCL                | 6                  | 3                  | -           | -           | -           | 43     | 24     |
| 2019                      | New York Red Bulls        | MLS                       | 25         | 2          | USOC            | -               | -               | CCL                | 4                  | 0                  | -           | -           | -           | 29     | 2      |
| Totale New York Red Bulls | Totale New York Red Bulls | Totale New York Red Bulls | 209        | 112        |                 | 19              | 14              |                    | 14                 | 4                  |             | -           | -           | 202    | 128    |
| 2020                      | Los Angeles FC            | MLS                       | 21         | 9          | -               | -               | -               | CCL                | -                  | -                  | -           | -           | -           | 21     | 9      |
| 2021                      | Columbus Crew             | MLS                       | 17         | 1          | -               | -               | -               | CCL                | 4                  | 1                  | CC          | 1           | 0           | 22     | 2      |
| Totale carriera           | Totale carriera           | Totale carriera           | 535        | 203        |                 | 43              | 17              |                    | 18                 | 5                  |             | -           | -           | 591    | 226    |

## Palmarès

### Club

#### Competizioni nazionali
- Football League One: 1

Charlton Athletic: 2011-2012
- MLS Supporters' Shield: 3

New York Red Bulls: 2013, 2015, 2018

#### Competizioni internazionali
- Campeones Cup: 1

Columbus Crew: 2021

### Individuali
- Capocannoniere della MLS: 2

2014 (27 gol), 2016 (24 gol)
- MLS Best XI: 2

2014, 2016